# Federico II. Gonzaga

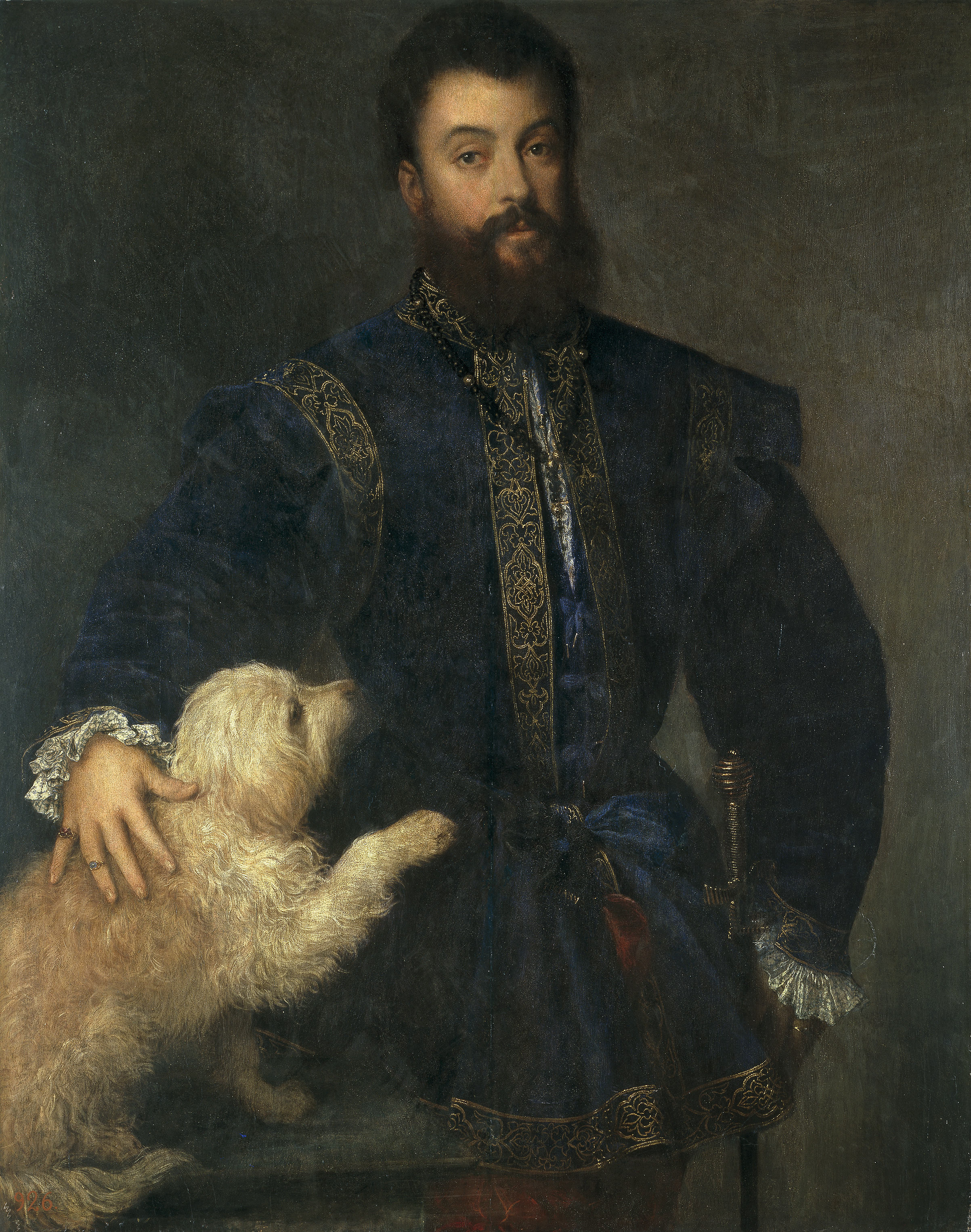
Tizian, Porträt des Federico II. Gonzaga, um 1525, Museo del Prado

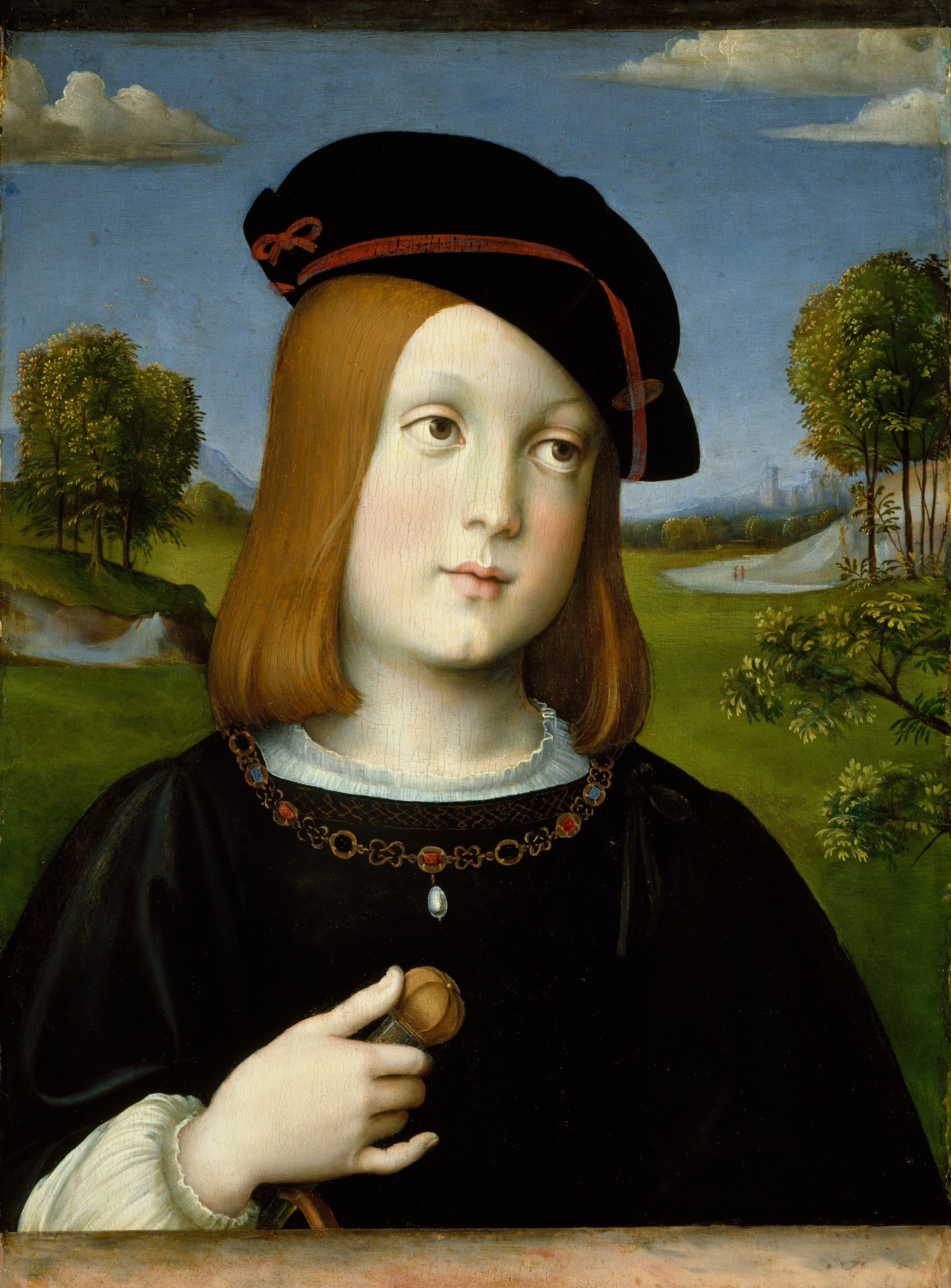
Francesco Francia, Porträt des 10-jährigen Federico als Geisel, 1510, Metropolitan Museum of Art

Federico II. Gonzaga (* 17. Mai 1500 in Mantua; † 28. Juni 1540 in Marmirolo) war der Sohn des Markgrafen Gianfrancesco II. Gonzaga von Mantua und seit 1519 dessen Nachfolger, anfangs unter der Regentschaft seiner Mutter Isabella d’Este. 1530 wurde er von Kaiser Karl V. zum Herzog ernannt.
Federico war seit 1517 dem Namen nach mit Maria Paleologa, der Tochter des Markgrafen Wilhelm XI., verheiratet. Nach ihrem Tod 1531 heiratete er am 16. November 1531 deren Schwester Marghareta von Montferrat (* 11. August 1510; † 28. Dezember 1566). Diese Heiratspolitik sicherte ihm auch die Herrschaft über die Markgrafschaft Montferrat.
Federico II. Gonzaga ist der Bauherr des Palazzo del Te, mit dessen Errichtung durch Giulio Romano etwa 1525 begonnen wurde. Der große, reich ausgestattete Gebäudekomplex dürfte Federico und seiner Geliebten Isabella Boschetti – einer Nichte des großen Staatsmannes, Diplomaten und Literaten Baldassare Castiglione – als Wohnung gedient haben.
Federico und Marghareta hatten sieben Kinder:
- Francesco III. Gonzaga (1533–1550) Herzog von Mantua und Montferrat seit 1540 ⚭ 1549 Katharina von Österreich (1533–1572), Tochter des Kaisers Ferdinand I.
- Eleonora Gonzaga, Nonne
- Anna Gonzaga, Nonne
- Isabella Gonzaga (* 18. April 1537; † 16. August 1579; ⚭ 1554 Franz Ferdinand von Avalos)
- Guglielmo Gonzaga (1538–1587) Herzog von Mantua und Montferrat seit 1550 ⚭ 1561 Eleonore von Österreich (1534–1594), Tochter des Kaisers Ferdinand I.
- Luigi Gonzaga (1539–1595) Herzog von Nevers und Rethel 1565 ⚭ 1565 Henriette von Kleve (1542–1601), Tochter des Herzogs Franz I. von Kleve-Nevers
- Federico Gonzaga (* 1540; † 21. Februar 1565), Bischof von Mantua, 1563 Kardinal

Aus der außerehelichen Beziehung mit Isabella Boschetti hatte Federico II. Gonzaga einen Sohn und eine Tochter:
- Alessandro Cauzzi Gonzaga (* 1520, † 1580). Dieser war Staatsrat des Herzogs von Mantua – seines  Neffen – und stand in Kriegsdiensten des Hauses  Österreich in Flandern.
- Emilia Cauzzi Gonzaga (* 1524, † 1573) war mit dem Condottiere Carlo Gonzaga (* 1523, † 1555) verheiratet. Dieser war seit 1530 der 1. Marchese (Markgraf) von Gazzuolo, Conte (Graf) von San Martino, Herr von Dosolo u. Commessaggio (alle in der Provinz Mantua in der Lombardei) Emilia Cauzzi Gonzaga hatte zahlreiche Kinder, durch die sich die Nachkommenschaft von Federico Gonzaga und der Isabella Boschetti auf viele Familien verbreitete.

1510 wurde Federico im Alter von 10 Jahren im Austausch gegen seinen Vater (gefangen in Venedig) als Geisel nach Rom gegeben. Die Zeit in Rom prägte sein späteres künstlerisches Mäzenatentum (Giulio Romano, Tizian etc.).